# Marit Larsen

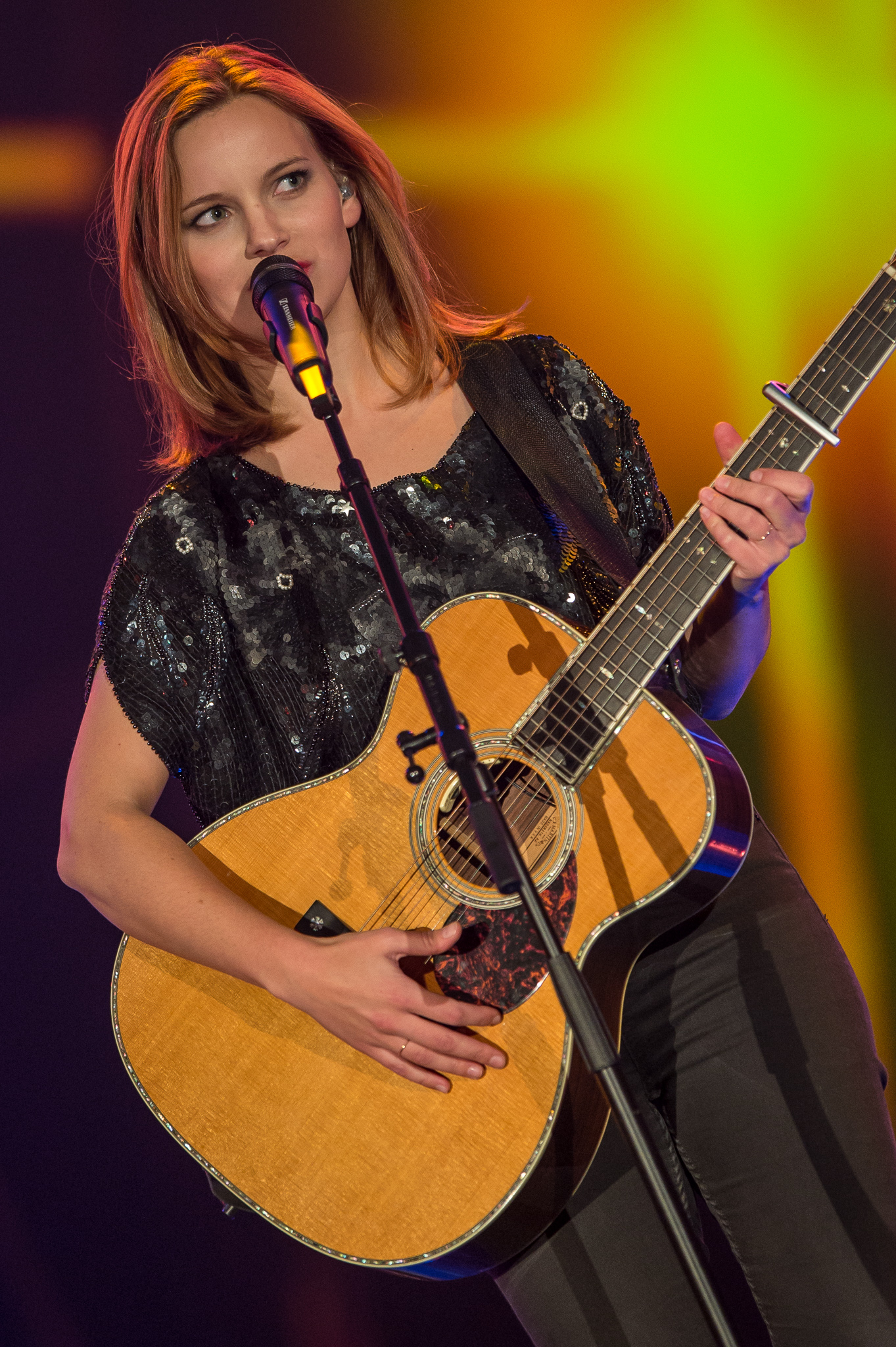
Marit Larsen in der Nürnberger Frankenhalle (2015)

Marit Elisabeth Larsen (* 1. Juli 1983 in Lørenskog) ist eine norwegische Popsängerin, Gitarristin und Songwriterin.

## Karriere

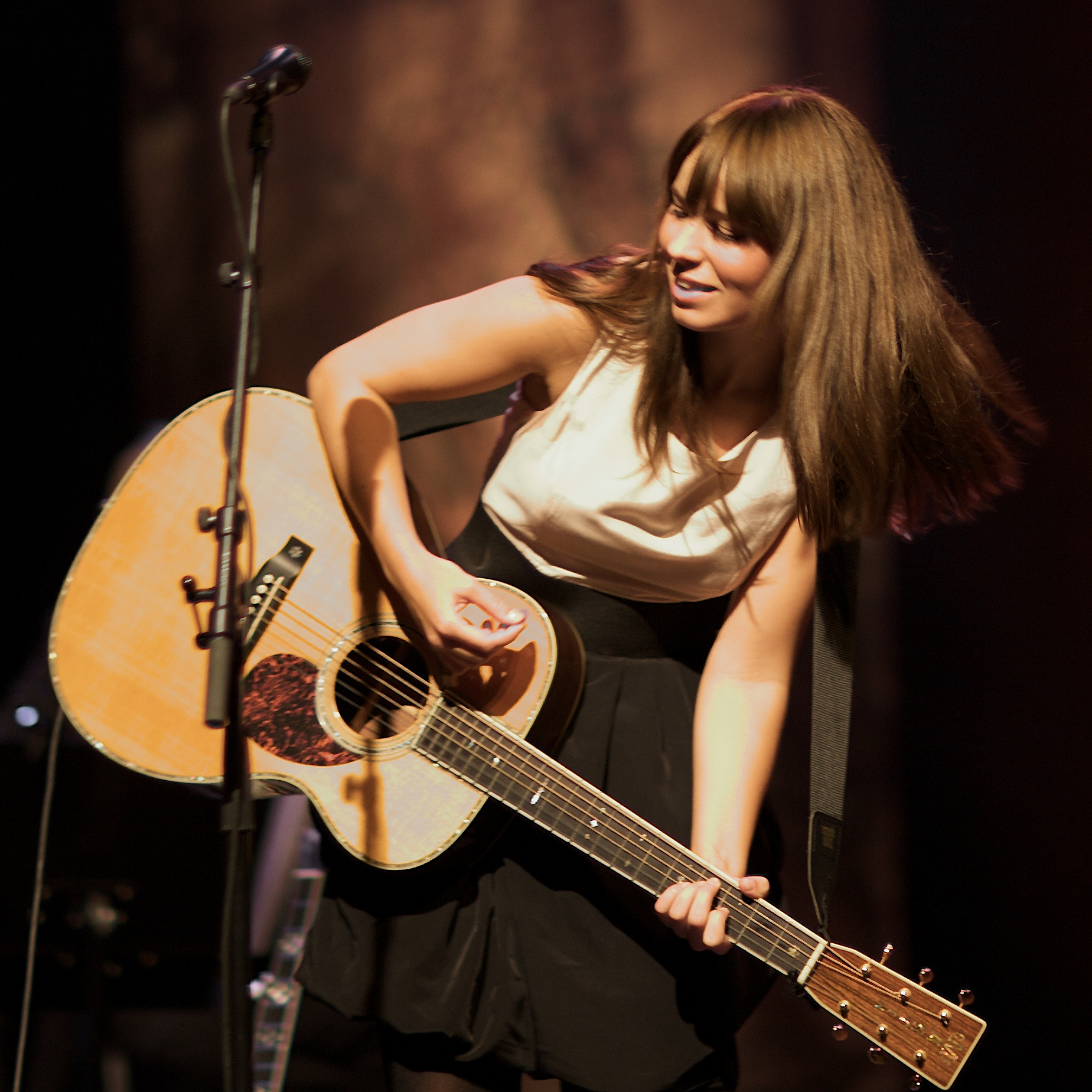
Marit Larsen live in Skien im Ibsenhuset (2009)

Bekannt wurde Marit Larsen als Mitglied des Pop-Duos M2M mit ihrer Freundin Marion Raven. Nach der Trennung 2002 startete sie 2004/2005 ihre Solokarriere. Ihr Debütalbum Under the Surface nahm sie mit ihrer neuen Plattenfirma EMI auf. Mit ihrer ersten Single Don’t Save Me gelang ihr sofort der Durchbruch und sie war fünf Wochen lang damit auf Platz 1 in Norwegen. Das Debütalbum Under the Surface erreichte Platz drei.
2006 gewann sie einen MTV-Award bei den MTV Europe Music Awards in der Kategorie „Beste norwegische Künstlerin“.
Nach einer einjährigen Veröffentlichungspause kehrte Marit Larsen im Sommer 2008 mit der Single If a Song Could Get Me You zurück und kam zum zweiten Mal auf Platz 1 in Norwegen, diesmal für zwei Wochen. Der Song wurde im Juli 2009 in den deutschsprachigen Ländern veröffentlicht. In Deutschland und Österreich erreichte das Lied Platz 1, in der Schweiz Platz 2. Für diese Länder wurde auch ein neues Album aus den Liedern der beiden zuvor in Norwegen erschienenen Alben zusammengestellt und unter demselben Titel wie das Lied veröffentlicht. Es erreichte ebenfalls vordere Chartplatzierungen. Ende 2009 startete sie ihre erste Tour durch Deutschland und die Schweiz, welche zunächst bis Dezember andauerte.
Im Januar 2010 nahm sie in Brüssel zusammen mit dem belgischen Sänger Milow dessen Song Out of My Hands nochmals neu auf. Das Lied war auf dem im März 2010 erschienenen Re-Release ihres Albums If a Song Could Get Me You enthalten. Im Februar und März 2010 kam Larsen für weitere 12 Konzerte nach Deutschland. Im Sommer 2010 besuchte Larsen verschiedene im deutschen Fernsehen übertragene Veranstaltungen (TV total, ARD Eurovisionsparty, ZDF-Fernsehgarten, Popstars), um für ihre Single Don’t Save Me zu werben, die am 30. Juli 2010 veröffentlicht wurde.
Am 30. Dezember 2011 hatte sie einen Gastauftritt in der Telenovela Anna und die Liebe. Am 7. April trat sie bei der Musikshow Die Frühlingsshow im ZDF auf. Mit Spark veröffentlichte Larsen am 18. November 2011 ihr zweites Album in Deutschland. Kurz darauf, im April 2012, folgte eine Tournee durch Deutschland. Das vierte Studioalbum When the Morning Comes erschien im Oktober 2014 in Norwegen. Die Single I Don't Want to Talk About It erschien am 4. August.

## Privatleben
Marit Larsen lebt in Oslo. Sie war mit dem Sänger Thom Hell liiert, der Larsens Band aufgrund der Beziehung verließ. Im Sommer 2010 trennte sich das Paar nach drei Jahren Beziehung wieder. Im Oktober 2016 heiratete sie den norwegischen Handballspieler Alexander Buchmann, mit dem sie ein gemeinsames Kind hat.

## Musikstil
Als musikalische Vorbilder nennt Marit Larsen u. a. Joni Mitchell, Rufus Wainwright, Paul McCartney und Billy Joel. Der Musikstil Larsens wird meist als eher tiefgründig beschrieben:

„Marit Larsens Songs leben vorwiegend von ihrer Pop-Eingängigkeit, die aber auch Elemente von Folk mit klassischem Singer/Songwritertum verbinden.“

„Marit Larsen [...] bringt mit ihrer nahezu kristallenen Stimme ausgefeilte Songs dar: entweder seltsame Trennungslieder oder düstere Lovesongs, stets eingängig, wohltönend, aber viel zu klangtüftelnd und spielerisch vielfältig, um auf Drei-MinutenRadiopop reduziert zu werden.“

## Diskografie

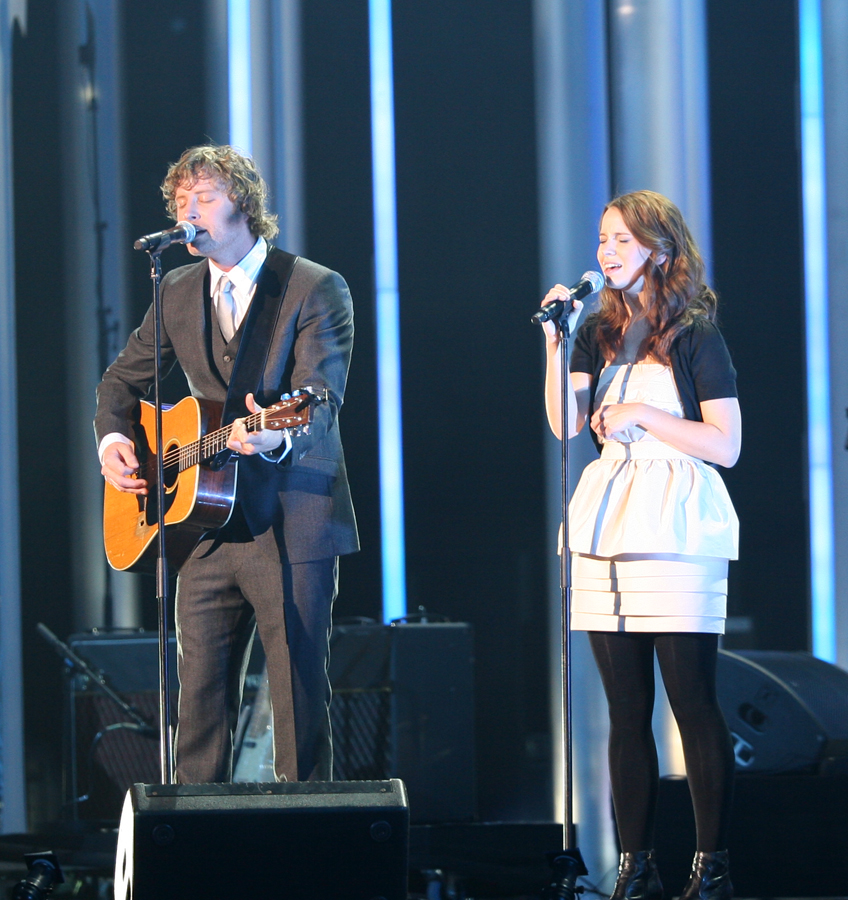
Marit Larsen im Duett mit Dierks Bentley beim Friedensnobelpreiskonzert in Oslo 2008

### Studioalben
| Jahr | Titel                  | Höchstplatzierung, Gesamtwochen, AuszeichnungChartplatzierungen (Jahr, Titel, Platzierungen, Wochen, Auszeichnungen, Anmerkungen) | Höchstplatzierung, Gesamtwochen, AuszeichnungChartplatzierungen (Jahr, Titel, Platzierungen, Wochen, Auszeichnungen, Anmerkungen) | Höchstplatzierung, Gesamtwochen, AuszeichnungChartplatzierungen (Jahr, Titel, Platzierungen, Wochen, Auszeichnungen, Anmerkungen) | Anmerkungen                             |
| Jahr | Titel                  | DE | CH | NO | Anmerkungen                             |
| ---- | ---------------------- | --- | --- | --- | --------------------------------------- |
| 2006 | Under the Surface      | — | — | NO3 ×2Doppelplatin · (52 Wo.)NO                                                                                                   | Erstveröffentlichung: 6. März 2006      |
| 2008 | The Chase              | — | — | NO1 Platin · (21 Wo.)NO | Erstveröffentlichung: 13. Oktober 2008  |
| 2011 | Spark                  | DE57 (5 Wo.)DE | CH36 (5 Wo.)CH | NO2 (12 Wo.)NO | Erstveröffentlichung: 18. November 2011 |
| 2014 | When the Morning Comes | DE71 (2 Wo.)DE | CH53 (1 Wo.)CH | NO1 (10 Wo.)NO | Erstveröffentlichung: 20. Oktober 2014  |

### Kompilationen
| Jahr | Titel                      | Höchstplatzierung, Gesamtwochen, AuszeichnungChartplatzierungen (Jahr, Titel, Platzierungen, Wochen, Auszeichnungen, Anmerkungen) | Höchstplatzierung, Gesamtwochen, AuszeichnungChartplatzierungen (Jahr, Titel, Platzierungen, Wochen, Auszeichnungen, Anmerkungen) | Höchstplatzierung, Gesamtwochen, AuszeichnungChartplatzierungen (Jahr, Titel, Platzierungen, Wochen, Auszeichnungen, Anmerkungen) | Anmerkungen                           |
| Jahr | Titel                      | DE | AT | CH | Anmerkungen                           |
| ---- | -------------------------- | --- | --- | --- | ------------------------------------- |
| 2009 | If A Song Could Get Me You | DE3 Platin · (43 Wo.)DE | AT7 Gold · (21 Wo.)AT | CH2 Gold · (40 Wo.)CH | Erstveröffentlichung: 14. August 2009 |

### EPs
| Jahr | Titel                 | Höchstplatzierung, Gesamtwochen, AuszeichnungChartsChartplatzierungen (Jahr, Titel, Platzierungen, Wochen, Auszeichnungen, Anmerkungen) | Anmerkungen                             |
| Jahr | Titel                 | NO | Anmerkungen                             |
| ---- | --------------------- | --- | --------------------------------------- |
| 2016 | Joni Was Right I & II | NO36 (1 Wo.)NO | Erstveröffentlichung: 9. September 2016 |
| 2024 | Hun er min            | — | Erstveröffentlichung: 24. Mai 2024      |

### Singles
| Jahr | Titel Album                                        | Höchstplatzierung, Gesamtwochen, AuszeichnungChartplatzierungen (Jahr, Titel, Album, Platzierungen, Wochen, Auszeichnungen, Anmerkungen) | Höchstplatzierung, Gesamtwochen, AuszeichnungChartplatzierungen (Jahr, Titel, Album, Platzierungen, Wochen, Auszeichnungen, Anmerkungen) | Höchstplatzierung, Gesamtwochen, AuszeichnungChartplatzierungen (Jahr, Titel, Album, Platzierungen, Wochen, Auszeichnungen, Anmerkungen) | Höchstplatzierung, Gesamtwochen, AuszeichnungChartplatzierungen (Jahr, Titel, Album, Platzierungen, Wochen, Auszeichnungen, Anmerkungen) | Anmerkungen                                                              |
| Jahr | Titel Album                                        | DE | AT | CH | NO | Anmerkungen                                                              |
| ---- | -------------------------------------------------- | --- | --- | --- | --- | ------------------------------------------------------------------------ |
| 2006 | Don’t Save Me Under the Surface                    | DE48 (5 Wo.)DE | — | CH63 (1 Wo.)CH | NO1 (11 Wo.)NO | Erstveröffentlichung: Februar 2006 Wiederveröffentlichung: 30. Juli 2010 |
| 2006 | Under the Surface                                  | DE38 (7 Wo.)DE | AT64 (2 Wo.)AT | — | NO6 (16 Wo.)NO | Erstveröffentlichung: Mai 2006 Wiederveröffentlichung: 19. Februar 2010  |
| 2006 | Only a Fool Under the Surface                      | — | — | — | NO14 (1 Wo.)NO | Erstveröffentlichung: November 2006                                      |
| 2008 | If a Song Could Get Me You The Chase               | DE1 Platin · (43 Wo.)DE | AT1 Gold · (32 Wo.)AT | CH2 Platin · (33 Wo.)CH | NO1 (24 Wo.)NO | Erstveröffentlichung: August 2008 Wiederveröffentlichung: 24. Juli 2009  |
| 2010 | Out Of My Hands If A Song Could Get Me You / Milow | DE19 (9 Wo.)DE | AT44 (7 Wo.)AT | CH21 (5 Wo.)CH | — | Erstveröffentlichung: April 2010 mit Milow                               |
| 2011 | Vår beste dag –                                    | — | — | — | NO1 (5 Wo.)NO | Erstveröffentlichung: Februar 2011                                       |

Weitere Singles
- 2007: Solid Ground
- 2008: I’ve Heard Your Love Songs
- 2009: Addicted
- 2009: Fuel
- 2011: Coming Home
- 2012: Don’t Move
- 2014: I Don’t Want to Talk About It
- 2015: Faith & Science
- 2015: Please Don’t Fall for Me
- 2015: Traveling Alone

### Sonstige Veröffentlichungen
- 2022: Hva er igjen av oss
- 2022: På et sekund

## Auszeichnungen
- 2006: MTV Europe Music Award in der Kategorie Beste/r Künstler/in Norwegen
- 2010: Radio Regenbogen Award in der Kategorie Hörer-Preis 2009